# Moto X Style
Moto X Style (với thương hiệu Moto X Pure Edition ở thị trường Hoa Kỳ) là chiếc điện thoại thông minh chạy hệ điều hành Android thuộc dòng thiết bị chủ lực Moto X. Nó được phát triển và sản xuất bởi Motorola và phát hành vào ngày 2 tháng 9 năm 2015.